# 대한민국 제21대 대통령 선거 인천광역시
이 문서는 대한민국 제21대 대통령 선거의 인천광역시 지역 개표 결과이다.

## 개표 결과

### 중구
|  | 52.08% |

|  | 37.18% |

|  | 9.67% |

|  | 0.95% |

|  | 0.09% |

### 동구
|  | 49.42% |

|  | 42.02% |

|  | 7.13% |

|  | 1.25% |

|  | 0.15% |

### 미추홀구
|  | 50.27% |

|  | 39.98% |

|  | 8.61% |

|  | 1.01% |

|  | 0.11% |

### 연수구
|  | 48.30% |

|  | 40.68% |

|  | 9.91% |

|  | 1.01% |

|  | 0.07% |

### 남동구
|  | 51.86% |

|  | 38.68% |

|  | 8.30% |

|  | 1.03% |

|  | 0.10% |

### 부평구
|  | 52.86% |

|  | 37.26% |

|  | 8.66% |

|  | 1.09% |

|  | 0.10% |

### 계양구
|  | 55.22% |

|  | 35.71% |

|  | 7.95% |

|  | 1.00% |

|  | 0.09% |

### 서구
|  | 54.03% |

|  | 35.61% |

|  | 9.22% |

|  | 1.01% |

|  | 0.10% |

### 강화군
|  | 54.46% |

|  | 39.51% |

|  | 5.16% |

|  | 0.75% |

|  | 0.09% |

### 옹진군
|  | 54.22% |

|  | 37.24% |

|  | 7.64% |

|  | 0.72% |

|  | 0.15% |

## 전체 결과
|  | 51.67% |

|  | 38.44% |

|  | 8.74% |

|  | 1.02% |

|  | 0.10% |

더불어민주당 이재명 후보가 과반이 넘는 51.67%의 득표율을 기록하면서 인천광역시에서 승리했다. 이재명 후보는 지난 대선에 비해 3%p 가량 더 높은 득표율을 기록하였다.
국민의힘 김문수 후보는 38.44%의 득표율로 2위를 차지했다. 김문수 후보는 지난 대선에서 윤석열 후보가 기록한 득표율에 비해 약 9%p 정도 하락한 득표율을 기록하면서 인천광역시에서 부진한 결과를 받아들게 되었다.
개혁신당 이준석 후보는 8.74%의 득표율로 3위를 기록했다.

### 주요 후보 결과
| 지역     | 이재명  | 이재명 | 김문수  | 김문수 | 이준석 | 이준석 |
| 지역     | 득표수  | 득표율 | 득표수  | 득표율 | 득표수 | 득표율 |
| -------- | ------- | ------ | ------- | ------ | ------ | ------ |
| 중구     | 57,340  | 52.08% | 40,941  | 37.18% | 10,655 | 9.67%  |
| 동구     | 20,014  | 49.42% | 17,018  | 42.02% | 2,891  | 7.13%  |
| 미추홀구 | 136,342 | 50.27% | 108,442 | 39.98% | 23,356 | 8.61%  |
| 연수구   | 128,989 | 48.30% | 108,641 | 40.68% | 26,485 | 9.91%  |
| 남동구   | 168,404 | 51.86% | 125,604 | 38.68% | 26,957 | 8.30%  |
| 부평구   | 178,154 | 52.86% | 125,578 | 37.26% | 29,201 | 8.66%  |
| 계양구   | 106,747 | 55.22% | 69,027  | 35.71% | 15,369 | 7.95%  |
| 서구     | 223,841 | 54.03% | 147,562 | 35.61% | 38,226 | 9.22%  |
| 강화군   | 19,095  | 39.51% | 26,323  | 54.46% | 2,497  | 5.16%  |
| 옹진군   | 5,369   | 37.24% | 7,816   | 54.22% | 1,102  | 7.64%  |

더불어민주당 이재명 후보가 인천광역시의 전 자치구에서 승리를 거두었다. 특히 이재명 후보의 국회의원 지역구가 위치한 계양구에서 55.22%를 득표하면서 최다 득표율을 기록하였다.
국민의힘 김문수 후보는 도서 지역인 강화군, 옹진군에서 승리했다. 다만 내륙 지역에서는 동구, 연수구를 제외한 나머지 6개 자치구에서 30%대 득표율에 머무르면서 부진한 결과를 받았다.
개혁신당 이준석 후보는 강화군을 제외한 지역에서 7% 이상의 득표율을 기록하였으며 연수구, 중구, 서구에서는 9%대 득표율을 기록하면서 상대적으로 선전했다.

## 같이 보기
- 대한민국 제21대 대통령 선거